# Кружевница (картина Тропинина)
«Кружевница» — картина русского художника Василия Андреевича Тропинина, написанная в 1823 году.
Тропинин, происходивший из семьи крепостных крестьян графа Миниха, в 1823 году в возрасте 47 лет получил вольную. В сентябре того же года он представил Совету Петербургской Академии Художеств картины «Кружевница», «Нищий старик» и «Портрет художника Е. О. Скотникова» для соискания звания художника. Картина «Кружевница» принесла ему славу мастера женских образов и стала значительным явлением в живописном искусстве того времени. Кроме этого полотна в 1820—1830-х годах Тропинин написал ещё несколько работ, посвящённых образам тружениц-горожанок и их кропотливому труду («Пряха», «За прошивками», «Золотошвейка»).
Василий Андреевич Тропинин создал новый тип жанрового портрета, где важнейшую роль играют дух интимности, домашнего быта и радости повседневной жизни. Образ девушки, на мгновение оторвавшейся от своего занятия и взглянувшей на зрителя, наводит на мысль, что ей труд ничуть не в тяжесть, что это всего лишь игра.

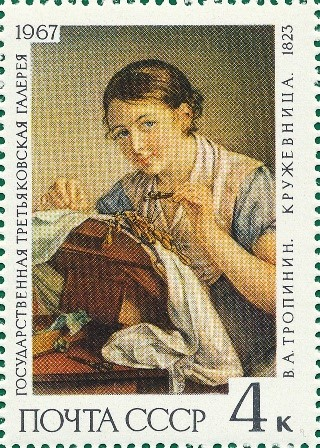
Картина на почтовой марке СССР, 1967 год

«Кружевница» была восторженно принята критиками, современник художника, П. Свиньин отмечал: «…и знатоки, и незнатоки приходят в восхищение при взгляде на сию картину, соединяющую поистине все красоты живописного искусства: приятность кисти, правильное, счастливое освещение, колорит ясный, естественный. Сверх того в самом портрете обнаруживается душа красавицы и тот лукавый взгляд любопытства, который брошен ею на кого-то вошедшего в ту минуту. Обнаженные за локоть руки её остановились вместе со взором, работа прекратилась, вырвался вздох из девственной груди, прикрытой кисейным платком, — и все это изображено с такой правдой и простотой».
Авторские повторения:
- Московский Музей В. А. Тропинина и Московских Художников его времени
- Нижегородский Государственный Художественный Музей (1824)